# MAN 18.2x0
MAN 18.2x0 — автобусное шасси, выпускавшееся с 1998 по 2017 год немецкой компанией MAN Truck & Bus.

## История
Впервые шасси было представлено под названием MAN 18.220 в октябре 1998 года как один из первых низкопольных автобусов на рынке, а первые экземпляры были доставлены в компанию Stagecoach в Оксфордшире. Подавляющее большинство из них было выпущено с кузовом Alexander ALX300 для Stagecoach Group, которая заказала в общей сложности более 500 ALX300 в период с 1998 по 2007 год в качестве основного низкопольного одноэтажного автобуса в своём парке. Кроме того, для независимых эксплуатантов было выпущено небольшое количество моделей 18.220 с кузовами Ikarus Polaris и Marcopolo Viale, в основном, в Великобритании и Ирландии соответственно.
Модернизированная модель MAN 18.240LF была запущена в производство в декабре 2006 года. Первые экземпляры, оснащённые кузовом East Lancs Kinetec, были доставлены в Stagecoach в Западной Шотландии; за ними последовала последняя партия ALX300 для Stagecoach в Йоркшире, прежде чем в январе 2008 года началось серийное производство заменяющего ALX300 Alexander Dennis Enviro300. Компания Stagecoach вновь стала основным заказчиком. Для модели 18.240LF было заказано более 300 кузовов Enviro300; последний автобус сошёл с конвейера в марте 2010 года.
С октября 2009 года в модельном ряду 18.240LF появился механически аналогичный MAN 18.250, единственным существенным отличием которого является более мощный двигатель мощностью 250 лошадиных сил (что на десять лошадиных сил больше, чем у базовой модели). Всего был выпущен 31 автобус MAN 18.250, все они были приобретены компанией Stagecoach с кузовом ADL Enviro300. Последний 18.250 сошёл с конвейера в марте 2010 года.
Вариант на компримированном природном газе — MAN 18.270 — был представлен в сентябре 2012 года. Эта модель была представлена исключительно в кузове Caetano EcoCity. До прекращения производства в августе 2017 года было выпущено в общей сложности 44 автобуса MAN 18.270. В разное время автобусы поступали на предприятия Arriva UK Bus и Anglian Bus.
Преемником шасси MAN 18.220 является MAN Lion’s Chassis. Однако, продажи этих автобусов в Соединённом Королевстве были значительно ниже, и лишь небольшое количество автобусов было выпущено с кузовом Wright Meridian, прежде чем компания MAN покинула британский рынок из-за падения продаж.
MAN 18.220 также эксплуатировался в Австралии. 76 автобусов поступило на предприятие TransAdelaide, 9 — на предприятие Premier Transport Group, 11 — на предприятие Ritchies Transport.